# Atanasie Sciotnic
Atanasie Sciotnic (Mila 23, 1942. március 1. – 2017. április 5.) olimpiai ezüstérmes román kajakozó.

## Pályafutása
Három olimpián vett részt. Minden alkalommal kajak négyesben 1000 méteren versenyzett. Az 1964-es tokiói olimpián bronzérmes, az 1968-as mexikóvárosi olimpián hatodik, az 1972-es müncheni olimpián ezüstérmes lett társaival. 1966 és 1974 között a világbajnokságokon négy arany-, két ezüst- és három bronzérmet nyert.

## Sikerei, díjai
- Olimpiai játékok – K-4 1000 m
  - ezüstérmes: 1972, München
  - bronzérmes: 1964, Tokió
- Világbajnokság
  - aranyérmes (4): 1966, Kelet-Berlin (K-2 500 m és K-4 1000 m), 1971, Belgrád (K-4 10000 m), 1974, Mexikóváros (K-1 4×500 m)
  - ezüstérmes (2): 1966, Kelet-Berlin (K-2 1000 m), 1970, Koppenhága (K-2 500 m)
  - bronzérmes (3): 1966, Kelet-Berlin (K-1 4×500 m), 1973, Tampere (K-1 4×500 m és K-4 10000 m)